# Elliot Knight
Elliot Knight (10 de julho de 1990) é um ator britânico. Ele ficou mais conhecido por interpretar Merlin na série Once Upon A Time e Wes na série Life Sentence.

## Filmografia
| Ano  | Título                      | Papel            | Notas                          |
| ---- | --------------------------- | ---------------- | ------------------------------ |
| 2012 | Sinbad                      | Sinbad           | Elenco Princiapl, 12 episódios |
| 2013 | Law & Order: UK             | Neil Jenkins     | 1 episódio                     |
| 2013 | By Any Means                | Charlie O' Brien | Elenco Regular, 6 episódios    |
| 2014 | How to Get Away with Murder | Aiden Walker     | 2 episódios                    |
| 2015 | Once Upon A Time            | Merlin           | Elenco Recorrente, 6 episódios |
| 2016 | American Gothic             | Brady Ross       | Elenco Regular                 |
| 2016 | Billionaire Ransom          | Marsac           | Filme                          |
| 2016 | No Tomorrow                 | Graham           | 1 episódio                     |
| 2017 | 400 Boys                    | B-Big            |                                |
| 2018 | Life Sentence               | Wes              | Elenco Principal               |